# Lagoa d'Anta
Lagoa d'Anta là một đô thị thuộc bang Rio Grande do Norte, Brasil. Đô thị này có diện tích 105,65 km², dân số năm 2007 là 6041 người, mật độ 57,2 người/km².